# Ramelot
Ramelot is een plaats en deelgemeente van de Belgische gemeente Tinlot.
Ramelot ligt in de provincie Luik en was tot 1 januari 1977 een zelfstandige gemeente.
Het dorp is gelegen op een hoogvlakte van de Condroz en vormt met zijn kasteel, zijn bossen, een schilderachtige tafereel. De Gallo-Romeinse archeologische vondsten herinneren eraan dat we hier in de buurt van de Romeinse weg Tongeren-Aarlen zitten.

## Demografische ontwikkeling
- Bronnen:NIS, Opm:1831 tot en met 1970=volkstellingen, 1976= inwoneraantal op 31 december

## Bezienswaardigheden
Het kasteel, daterend uit de zeventiende eeuw, was eigendom van Mathias-Guillaume de Louvrex.
- Tumulus van Ramelot